# Años 1110
Los años 1110 o década del 1110 empezó el 1 de enero de 1110 y terminó el 31 de diciembre de 1119.

## Acontecimientos
- 1111-1121. Guerra Civil en Galicia, entre los partidarios de don Alfonso VII y los de doña Urraca. Diego Gelmírez como figura política.
- Gelasio II sucede a Pascual II como papa en el año 1118.
- Calixto II sucede a Gelasio II como papa en el año 1119.